# 15.º Jamboree Mundial Escoteiro
O 15.º Jamboree Mundial Escoteiro foi realizado em 1983 e foi organizado pelo Canadá em Kananaskis, Alberta, uma área do Parque Provincial a 4.000 pés no sopé das 
Montanhas Rochosas, 80 milhas a oeste de Calgary, Alberta. The Spirit Lives On (O espirito vivo) foi o tema do Jamboree Mundial, com uma participação total de 14.752 escoteiros de quase 100 países.
O nome do Jamboree refere-se à ideia de que o Escotismo, e seu espírito de fraternidade internacional, poderia superar dificuldades como as que causaram o cancelamento do Jamboree de 1979 quatro anos antes
A sensação selvagem do acampamento era reforçada por visitas regulares de ursos e alces, que entravam e saíam da área.